# Pithecellobium laetum
Pithecellobium laetum là một loài thực vật có hoa trong họ Đậu. Loài này được (Poepp.) Benth. miêu tả khoa học đầu tiên.